# Touché Amoré
Touché Amoré – amerykański kwintet hardcorepunkowy.
Zespół powstał w 2007 na terenie Kalifornii. Jego muzyka łączy w sobie elementy post hardcore, emo oraz indierockową wrażliwość zbliżoną do muzyki grupy The National. Teksty utworów pisze Jeremy Bolm. Zespół supportował m.in. takie grupy jak AFI i Rise Against. Przełomem w karierze grupy było wydanie w 2013 płyty Is Survived By, która otworzyła przed nią duże trasy koncertowe na całym świecie. Po śmierci matki Jeremy’ego Bolma grupa wydała w 2016 czwartą, mocno emocjonalną płytę zatytułowaną Stage Four.